# Laduholmen (vid Tirmo, Borgå)
Laduholmen är en halvö i Finland.   Den ligger i kommunen Borgå i den ekonomiska regionen  Borgå  och landskapet Nyland, i den södra delen av landet, 50 km öster om huvudstaden Helsingfors.
Terrängen på Laduholmen är varierad. Öns högsta punkt är 23 meter över havet.